# Tim Bredbury
Tim Bredbury (chinois : 巴貝利) (né le 25 avril 1963 à un lieu inconnu à Hong-Kong) est un footballeur international hongkongais d'origine anglaise, qui évoluait au poste d'attaquant, avant de devenir ensuite entraîneur.

## Biographie

### Carrière de joueur

#### Carrière en club
Tim Bredbury joue dans le championnat de Hong Kong, puis évolue en Australie et en Malaisie.
Il se classe meilleur buteur du championnat d'Australie en 1992, avec 15 buts.

#### Carrière en sélection
Tim Bredbury joue six matchs rentrant dans le cadre des éliminatoires du mondial 1990, puis quatre rencontres lors des éliminatoires du mondial 1998. Il marque deux buts lors de ces éliminatoires.

## Palmarès
| Seiko SA - Championnat de Hong Kong (2) : - Champion : 1982-83 et 1983-84. |  | South China AA - Championnat de Hong Kong (1) : - Champion : 1985-86. - Vice-champion : 1992-93. |  | Sabah FA - Coupe de la Fédération de Malaisie : - Finaliste : 1993. |

| Sydney Olympic - Championnat d'Australie : - Meilleur buteur : 1991-92 (15 buts). |  | Instant-Dict - Championnat de Hong Kong (1) : - Champion : 1997-98. - Vice-champion : 1996-97. - Coupe de Hong Kong (2) : - Champion : 1996-97 et 1997-98. - Finaliste : 1998-99. |